# Nível laser

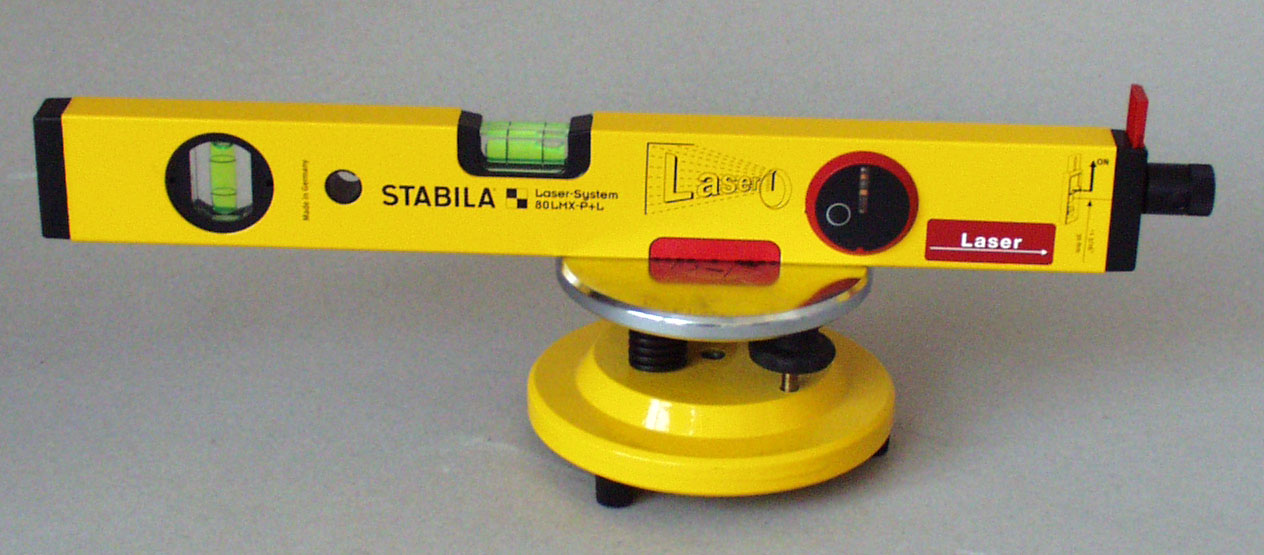
Um nível laser que gera um eixo de alinhamento

Nível laser é uma ferramenta usada principalmente na construção civil e no ramo de agrimensura, utilizando um laser para marcações e medições de níveis e alinhamento de pontos.
Há muitos tipos diferentes de aparelhos de nível, mas umas associações de nível de laser um nível de prumo ou um nível de pêndulo com um laser. Esta combinação faz isto mais fácil para o usuário para determinar uma linha direta e nivelada a grande distancias.
Os níveis laser mais comuns são os  ponto a ponto, rotatórios e “cross”.

## Tipos

### Laser ponto a ponto
O nível laser ponto a ponto é basicamente usado para substituir o uso de fios de nilon e prumos de peso para marcação de esquadro, prumo, nível e marcação de eixos. Ele possui vários feixes laser saindo de um mesmo ponto direcionado como eixos, com todos esses lasers ortogonais entre si. A grande vantagem desses sistema é a rapidez e a praticidade com que se fazem medições em comparação com os métodos tradicionais. Em alguns segundos posiciona-se o aparelho e se faz a marcação, não sendo necessário posicionar fios, usar pendulos, alinha-los ou lançar eixos.

### Laser rotatório
O nível laser rotatório é um aparelho que possui uma fonte laser sobre um rotor, gerando um plano nivelado, facilitando alinhamentos em ambientes fechados de estruturas, forros, telhados, alvenaria.  Com o uso de um sensor de luz  laser, é possível medir o nível numa área ao redor do equipamento. Esse detector consegue identificar por onde esse plano formado pelo laser está passando com uma grande precisão, podendo auxiliar na marcação de níveis de terrenos, nível da formas e espessura da laje durante a concretagem, nivelamento de fundações e diversas outras estruturas, com uma precisão muito grande.

### Laser cross
O nível laser cross é um nível que fornece uma linha constante normalmente usada como um eixo, utilizado para se marcar um linha reta sobre uma superfície, alinhamento de pontos, marcação de nível, esquadro e prumo a uma certa distância do objeto, alinhamento para máquinas de corte, alinhamento, prumo e esquadro de estruturas.